# Erin Kelly
Erin Kelly, född 21 augusti 1981 i San Diego i Kalifornien, är en amerikansk skådespelerska, mest känd för sin roll som Annabelle Tillman i Katherine Brooks film Loving Annabelle från 2006.
Erin Kelly växte upp i Boulder, Colorado. Hennes yngre bror Jason Kelly är sångare. Hon tog examen vid Marymount Manhattan College i New York år 2000 (och fick BA i scenkonst). Hon har också studerat vid Meisner Technique School, efter att hon flyttat till Los Angeles.

## Filmografi (urval)
- 2004 – Finding Kate
- 2006 – Loving Annabelle
- 2006–2007 – Beyond the Break (TV-serie) (sex avsnitt)
- 2010 – Waking Madison
- 2014 – Girltrash: All Night Long